# 高地 (歐洲)

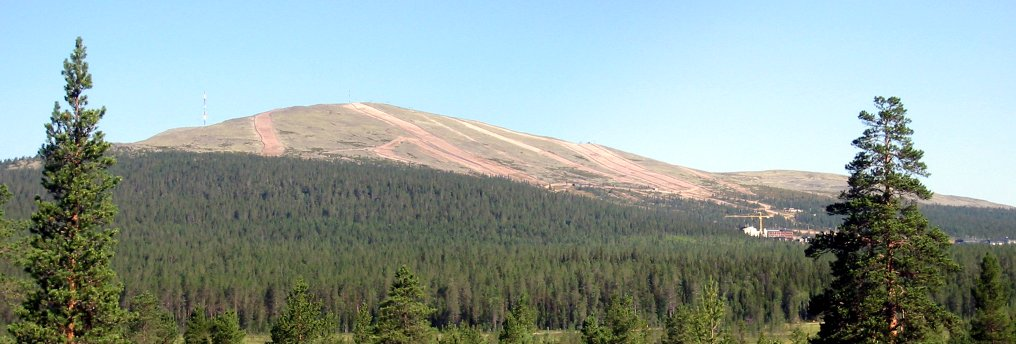
位于芬兰拉普兰区的于莱斯山

高地（英語：fell）特指分布于北欧、英国北部等地的高山、高地地形，该地形的一个特点是局部处于林木线以上，所以表面多被石楠荒原覆盖。

## 综述
高地主要存在于冰盖发展的地区，例如北欧诸国（瑞典、挪威、芬兰、冰岛和格陵兰岛）、俄罗斯、和英国北部等地。在格陵兰岛以及加拿大北部沿岸的一些地区，部分冰盖仍然存在。高地的地表主要特征是裸露的山峰，连绵起伏的山坡，和相对较低的相对高度差异。根据形成期基岩板块相对位置及其相互作用的不同，加之日积月累的雨雪侵蚀，现今的山原形态各异。在北欧，挪威拥有比瑞典相对更高、更垂直的山脉。山原的表面颜色也有差异，石灰石通常比角闪石更浅白。由于处于高纬度地区，风力强大，林木线较低纬度地区下移，高地的顶峰几乎总是由岩石组成。